# Ельдар Шенгелая
Ельда́р Шенгела́я (груз. ელდარ შენგელაია; 26 січня 1933, Тбілісі — 4 серпня 2025) — грузинський кінорежисер. Режисер таких фільмів, як «Незвичайна виставка», «Диваки», «Мачуха Саманішвілі» та «Блакитні гори, або Неправдоподібна історія».

## Біографія
Здобув вищу освіту кінорежисера у Всесоюзному державному інституті кінематографії в Москві. У 1957—1959 роках працював на кіностудії «Мосфільм». З 1960 року перейшов на кіностудію «Грузія-фільм». Свій дебютний фільм, «Білий караван», він зняв у 1963 році спільно з Тамазом Меліавою. Фільм описує труднощі життя пастухів. Наступною роботою Шенгелаї стала екранізація оповідання Давида Клдіашвілі «Мікела» (1964). Пізніше, у 1977 році, він знову звернувся до творчості Клдіашвілі та зняв «Мачуху Саманішвілі». Шенгелая здобув популярність завдяки співпраці з драматургом Резо Габріадзе. Разом вони створили комедійні фільми «Незвичайна виставка» (1968) та «Диваки» (1973).

## Політика
З 1990 року Шенгелая активно займався політикою. У 1990—1991 роках був членом Верховної Ради Республіки Грузія першого скликання. У 1992—1995 роках — член Парламенту Грузії 3-го скликання за партійним списком, виборчий блок «Союз громадян Грузії». У 1995—1999 роках — член Парламенту Грузії 4-го скликання за партійним списком, виборчий блок «Союз громадян Грузії». У 1999—2004 роках — член Парламенту Грузії 5-го скликання за партійним списком, виборчий блок «Союз громадян Грузії». У 2004—2008 роках — член Парламенту Грузії 6-го скликання за партійним списком, виборчий блок «Національний рух — Демократи».

## Фільмографія
- 1957 — «Легенда про крижане серце»
- 1959 — «Снігова казка»
- 1964 — «Білий караван»
- 1965 — «Мікела» (новела в кіноальманасі «Сторінки минулого»)
- 1968 — «Незвичайна виставка»
- 1974 — «Диваки»
- 1978 — «Мачуха Саманішвілі»
- 1984 — «Блакитні гори, або Неправдоподібна історія»
- 1993 — «Експрес-інформація»
- 1996 — «Dog Rose»
- 2017 — «Крісло»
- 2020 — «Криниця»

## Нагороди
- Премія Ленінського комсомолу Грузії (1967)
- Орден Трудового Червоного Прапора (1976)
- Народний артист Грузинської РСР (1979)
- Державна премія СРСР (1985)
- Орден Леніна (1986)
- Народний артист СРСР (1988)
- Премія імені Шота Руставелі (1998)
- Орден Перемоги імені Святого Георгія (2009)[1]
- Золотий орден Святого Георгія (2013)
- Почесний громадянин Тбілісі (2022)[2]